# Nhà thờ Đa Minh ở Košice
Nhà thờ Đa Minh ở Košice (tiếng Slovakia: Dominikánsky kostol v Košice), còn được gọi là Nhà thờ Đức Mẹ Đồng trinh Maria, là một nhà thờ tọa lạc trên Quảng trường Dominica trong khu Phố cổ của thành phố Košice, Slovakia. Công trình kiến trúc này là tòa nhà được bảo tồn lâu đời nhất ở Košice và là nhà thờ lâu đời nhất ở thành phố này. Vào ngày 16 tháng 10 năm 1963, nhà thờ Đa Minh ở Košice được ghi danh vào Danh sách Di tích Trung ương theo quyết định của Bộ Văn hóa Cộng hòa Slovakia.

## Lịch sử
Các tu sĩ dòng Đa Minh đã thành lập các nhà thờ và tu viện của dòng ở các thành phố vào thế kỷ 13. Văn bản lâu đời nhất đề cập đến nhà thờ có niên đại vào năm 1303. Nhà thờ được dòng Đa Minh xây dựng vào khoảng năm 1290. Diện mạo ban đầu của tòa nhà nhà thờ không giống với diện mạo hiện tại. Một tu viện được thiết lập bên cạnh nhà thờ vào thế kỷ 14. Phần cổ nhất của nhà thờ là một gian giữa được xây dựng theo phong cách kiến trúc Romanesque. Ban đầu, gian giữa có các cửa sổ hẹp, tuy nhiên những cửa sổ này đã được mở rộng và có hình dáng hiện tại sau quá trình tái thiết nhà thờ theo phong cách kiến trúc Baroque.